# 2004 في الأردن
فيما يلي قوائم الأحداث التي وقعت خلال عام 2004 في الأردن.

## سياسة
- الملك: عبد الله الثاني بن الحسين
- ولي العهد: حمزة بن الحسين حتى 28 نوفمبر 2004.[1]
- رئيس الوزراء: فيصل الفايز[2]
- رئيس مجلس النواب: عبد الهادي المجالي[3]

## أحداث
رسالة عمان هو بيان صادر عن جلالة الملك عبد الله الثاني ومجموعة من كبار علماء الأردن عام 2004.